# Левові ворота (Єрусалим)
Левові ворота — одні з восьми воріт стіни старого міста Єрусалима побудовані у 1538 році Сулейманом Пишним, у часи створення оборонної стіни навколо міста. Ворота відкривають дорогу із сходу міста у мусульманський район старого міста Єрусалиму.

## Назва
За часів Сулеймана Пишного ворота пробували назвати «Bab el-Ghor» — «Долина Йордану», проте ця назва не прижилася. Свою назву ворота отримали від барельєфів на зовнішній стороні воріт, що зображають леопардів які просто сприйняли за левів. Леопарди були геральдичним знаком мамелюцького султана Байбара. Інша назва воріт — Ворота Стефана, походить від історії Святого первомученика Стефана, де припускається місце його каменування. Хрестоносці називали ворота на цьому місці — Ворота Йосафата.

## Місто
Дорога, що проходить через Левові ворота у місто через сотню метрів виходить на Via Dolorosa. При початковій конструкції воріт, не можна було пройти прямо через ворота, а обходити перегородку з лівої сторони, де сьогоні видніється арка. Подібну конструкцію воріт зберегли Сіонські ворота. В Левових воротах перегородку зруйнували для покращення руху. Через Левові ворота у стіні з міста простягається вигляд на Оливну гору, а з правої сторони при вході у місто знаходиться Базиліка святої Анни  та Віфезда. Під час Шестиденної війни через ці ворота армія Ізраїлю проникла у старе місто.